# China National Petroleum Corporation
La China National Petroleum Corporation (CNPC) (xinès: 中国石油天然气集团公司; pinyin: Zhōngguó Shíyóu Tiānránqì Jítuán Gōngsī) és una de les principals corporacions nacionals de petroli i gas de la Xina i un dels grups energètics més grans del món. La seva seu es troba al districte de Dongcheng, Pequín. CNPC va ocupar el quart lloc a la classificació Fortune Global 500 del 2022, un rànquing global de les corporacions més grans per ingressos.